# دانيال أيالا بيريز
دانيال أيالا بيريز (بالإسبانية: Daniel Ayala Pérez)‏ هو مصمم رقص وملحن مكسيكي، ولد في 21 يوليو 1906 في Abalá, Yucatán ‏ في المكسيك، وتوفي في 20 يونيو 1975 في خالابا في المكسيك.

## وصلات خارجية
- دانييل أيالا بيريز على موقع أول ميوزيك (الإنجليزية)